# Tirso Cons
Tirso Cons es un dibujante de cómic español (Pontevedra, 1979), que trabajaba sobre todo para el mercado francés. Actualmente, trabajando en el mercado americano con DC comics.

## Biografía
Licenciado en Publicidad y Relaciones Públicas en Madrid, trabajó luego en la agencia de publicidad Contrapunto BBDO, donde pasó de director de arte a ilustrador de agencia.
Fue en el Expocomic de 2003 donde redescubrió el cómic, y pronto obtuvo sus primeros encargos en el mercado francés. Inició su carrera en el mercado del cómic francobelga en 2004 (Paquet, Humanoids, Glenat, Delcourt...) con obras como El ojo del diablo, Las crónicas de Legion, La casa de los susurros o Trackers.
Ha compaginado su carrera de historietista con la de ilustrador y pintor, así como storyboarder publicitario, desarrollando sus facetas de arte digital y tradicional.

## Obra
| Años            | Título                                    | Guionista                                   | Tipo       | Publicación             |
| --------------- | ----------------------------------------- | ------------------------------------------- | ---------- | ----------------------- |
| 04/2005         | L'oeil du diable                          | Wander Antunes                              | Monografía | Paquet                  |
| 02/2007         | Marshall #4: Réminiscences                | Dennis-Pierre Filipi                        | Serial     | Les Humanoïdes associés |
| 10/2007-8/2011  | Le Manoir des Murmures                    | David Muñoz                                 | Serial     | Les Humanoïdes associés |
| 04/2011-04/2012 | Les Chroniques de Legion                  | Fabien Nury                                 | Serial     | Glenat                  |
| 10/2016         | Sept #19: Sept Cannibales                 | Sylvain Runberg                             | one-shot   | Delcourt                |
| 06/2017         | Les Traqueurs #1: L'Arme perdue des dieux | Tirso Cons (historia) & David Muñoz (guion) | Serial     | Glenat                  |